# Tenjen Lama

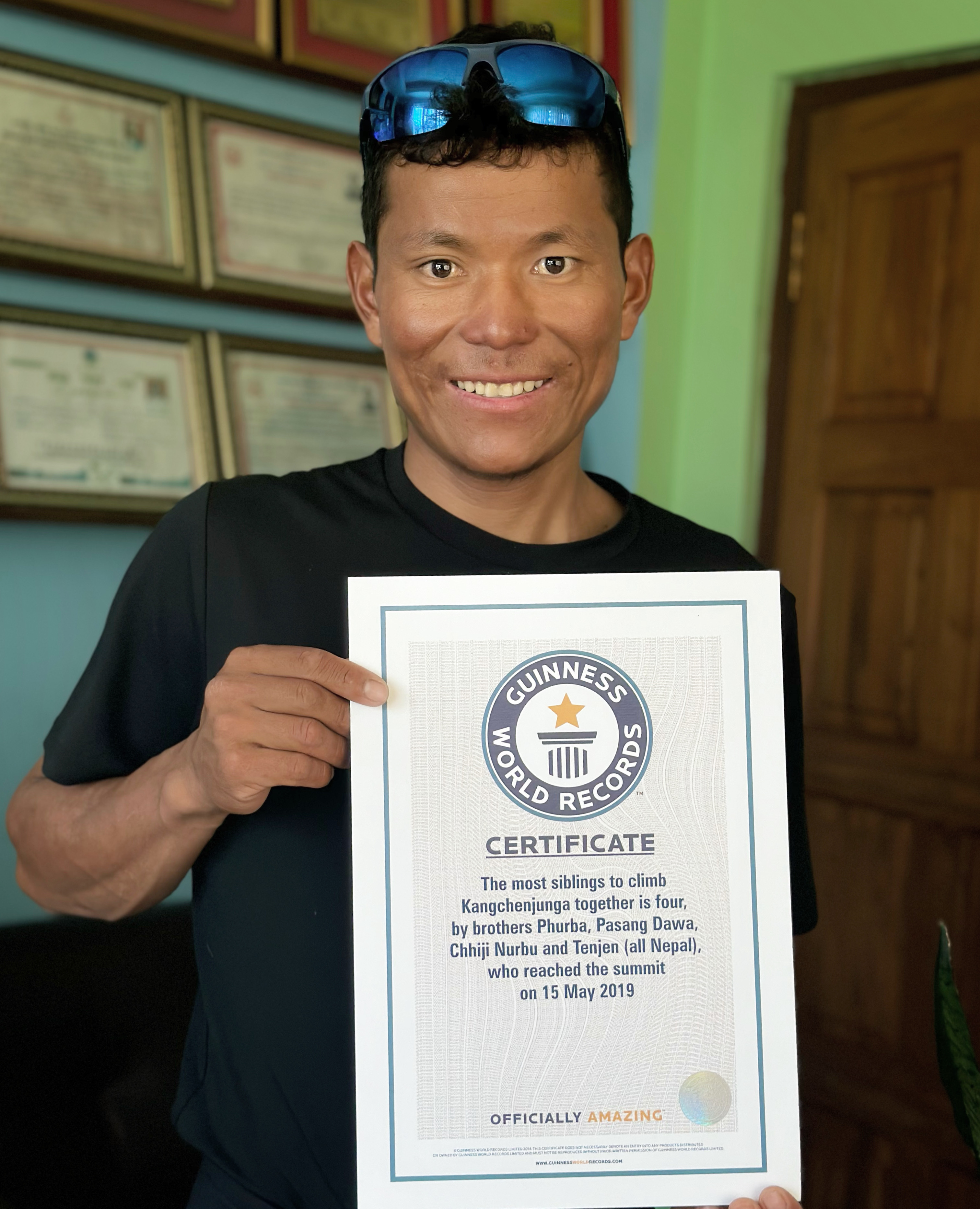
Tenjen Lama mit Guinness-Weltrekord-Zertifikat am 7. August 2023

Tenjen Lama (auch bekannt als Tenjen Lama Sherpa; * 1987 oder 1988 in Makalu im Distrikt Sankhuwasabha, Nepal; † 7. Oktober 2023 an der Shishapangma in Tibet) war ein nepalesischer Bergsteiger aus dem Volk der Sherpa und hält zusammen mit der Norwegerin Kristin Harila den Rekord für die schnellste Besteigung aller Achttausender.

## Tätigkeit
Tenjen arbeitete als Bergführer für das nepalesische Unternehmen Seven Summit Treks mit Sitz in Kathmandu. Das Unternehmen ist spezialisiert auf Achttausender-Expeditionen in Nepal, China und Pakistan.

## Rekord-Besteigungen
Am 15. Mai 2019 stellten Tenjen und seine Brüder Phurba, Pasang Dawa und Chhiji Nurbu einen Rekord für die Besteigung des Kangchendzönga mit den meisten Geschwistern auf.
Seit dem Erreichen des Gipfels des K2 am 27. Juli 2023 hält er zusammen mit Kristin Harila den Rekord für den kürzesten Zeitraum zur Besteigung aller 14 Achttausender. Ihnen gelang dies in nur 92 Tagen, nachdem der vorherige Rekordhalter Nirmal Purja 2019 noch 189 Tage benötigt hatte. Tenjen Lama wurde damit zudem der 50. Bergsteiger, der alle 14 Achttausender erfolgreich bestiegen hat. Das Team um Harila benutzte Hubschrauber, um sich zwischen den Basislagern zu bewegen, und setzte zusätzlichen Flaschensauerstoff ein.
Die Rekordbesteigung, an der auch weitere Bergsteiger beteiligt waren, wurde vom Unfalltod des pakistanischen Hochträgers Mohammed Hassan am K2 überschattet. Er war während des Aufstiegs am „Flaschenhals“ gestürzt, war aber nicht Teil des Teams von Harila und Tenjen. Weil etwa 50 Bergsteiger, unter ihnen Tenjen, an dem sterbenden 27-Jährigen vorbeigingen, wurden Vorwürfe laut, der noch längere Zeit lebende Träger hätte gerettet werden können. Er soll nicht entsprechend ausgerüstet gewesen sein, über zu wenig alpine Ausbildung verfügt und zum ersten Mal in dieser Höhe gearbeitet haben.

## Tod
Tenjen starb bei einem Lawinenabgang etwa 80 Meter unterhalb des Gipfels der Shishapangma. Mit ihm kam auch die US-amerikanische Bergsteigerin Gina Marie Rzucidlo ums Leben. Beide Verschütteten konnten zunächst nicht geborgen werden. Am selben Tag wurden auch die US-Bergsteigerin Anna Gutu und ihr nepalesischer Bergführer Mingmar Sherpa an der Shishapangma in 7800 Metern Höhe von einer Lawine mitgerissen und getötet. Gina Marie Rzucidlo und die gebürtige Ukrainerin Anna Gutu wollten beide als erste Frau aus den USA alle 14 Achttausender besteigen, wozu ihnen jeweils nur noch der Shishapangma fehlte. Bei der Rettungsaktion am selben Tag stürzte oberhalb von Lager 3 Mingma Gyalje Sherpa etwa 150 Meter ab und verletzte sich schwer. Er hatte bis auf den Shishapangma alle anderen Achttausender ohne Flaschensauerstoff bestiegen.

## Besteigungen

### 2016
- Dhaulagiri[12]

### 2017
- Ama Dablam[12]
- Manaslu[12]

### 2018
- Mount Everest[12]
- Lhotse[12]
- Manaslu[12]
- Ama Dablam[12]

### 2019
- Kangchenjunga[12] – 15. Mai 2019[1]

### 2021
- Mount Everest[12]
- Lhotse[12]
- Dhaulagiri[12]
- Ama Dablam[12]

### 2022
- Mount Everest[12]
- Lhotse[12]
- Makalu (2 mal)[12]
- Nanga Parbat[12]

### 2023
- Manaslu – 6. Januar 2023 – Winterbesteigung.[12]
- Shishapangma – 26. April 2023.[13]
- Cho Oyu – 3. Mai 2023[14]
- Makalu – 13. Mai 2023[15][16]
- Kangchenjunga – 18. Mai 2023[17][18]
- Mount Everest – 23. Mai 2023[19]
- Lhotse – 23. Mai 2023[19]
- Dhaulagiri – 29. Mai 2023[20]
- Annapurna – 5. Juni 2023[21]
- Manaslu – 10. Juni 2023[22][23]
- Nanga Parbat – 26. Juni 2023[24]
- Gasherbrum II – 15. Juli 2023[25]
- Gasherbrum I – 18. Juli 2023[26]
- Broad Peak – 23. Juli 2023[27]
- K2 – 27. Juli 2023[28][29]